# Léo Taxil
Léo Taxil, născut Marie Joseph Gabriel Antoine Jogand-Pagès (n. 21 martie 1854, Marsilia – d. 31 martie 1907) a fost un jurnalist și scriitor francez care a devenit cunoscut datorită anticatolicismului și anticlericalismului său.
Pseudonimul "Leo Taxil" este format din cuvintele "Leo", prenumele bunicului său, și "Taxil", numele unui aliat hindu al lui Alexandru cel Mare. 
Léo Taxil s-a născut în Marsilia și la vârsta de 5 ani a fost plasat în cadrul unui seminar iezuit. După ce și-a petrecut anii copilăriei în cadrul seminarului a devenit dezamăgit de credința catolică și a început să vadă ideologia creștină ca fiind dăunătoare.
Taxil este cunoscut datorită cărților sale anticatolice precum Biblia hazlie (La Bible amusante) și Viața lui Iisus (La Vie de Jesus), în care satirizează ceea ce el considera erori și credințe false în aceste lucrări religioase. În celelalte cărți ale sale, Les Debauches d'un confesseur (Dezmățul unui duhovnic), Les Pornographes sacrés: la confession et les confesseurs (Pornografii sacre: mărturisire și mărturisitori), și Les Maîtresses du Pape (Amantele Papei), Taxil portretizează liderii Bisericii Catolice ca fiind creaturi hedoniste care își explorează fetișurile în modul Marchizului de Sade. În 1879, fiind acuzat că insultă o religie recunoscută de stat în pamfletul A Bas la Calotte, a fost judecat de Curtea cu Juri a departamentului Sena dar a fost achitat. În 1881, scrie La Marseillaise anticléricale. 